# Wężojad andamański
Wężojad andamański (Spilornis elgini) – gatunek dużego ptaka drapieżnego z rodziny jastrzębiowatych (Accipitridae). Jest endemiczny dla Andamanów. Narażony na wyginięcie.
SystematykaNie wyróżnia się podgatunków. Przez niektórych autorów był uznawany za podgatunek wężojada czubatego (S. cheela).
MorfologiaJego upierzenie jest w przeważającej części ciemnobrązowe, poza jasnożółtymi nogami i okolicami oczu, a także klatką piersiową i brzuchem, prążkowanymi na biało. Osobniki tego gatunku osiągają długość 51–59 cm, a rozpiętość ich skrzydeł wynosi 115–135 cm.
Ekologia i zachowanieWężojady andamańskie żyją głównie w lasach, na wysokości od 0 do 700 m n.p.m. Żywią się szczurami, żabami, mniejszymi ptakami, wężami i jaszczurkami.
StatusMiędzynarodowa Unia Ochrony Przyrody (IUCN) od 2017 roku uznaje wężojada andamańskiego za gatunek narażony (VU – vulnerable); wcześniej, od 1994 roku miał on status „bliski zagrożenia”. Liczebność populacji szacuje się na 1000–4000 dorosłych osobników. Trend liczebności populacji uznaje się za spadkowy. Główne zagrożenie dla gatunku to utrata i fragmentacja siedlisk.